# Vitzeroda
Vitzeroda ist ein Ortsteil der Stadt Werra-Suhl-Tal im Wartburgkreis in Thüringen.

## Geografie
Vitzeroda liegt neun Kilometer vom Verwaltungssitz Berka/Werra entfernt und hat 308 Einwohner. Die Höhenlage ist bei ca. 310 m. Eingebettet in die Hügelketten der Vorderrhön ist Vitzeroda mit seinen beiden Ortslagen Abteroda und Gasteroda von Wald, Acker- und Wiesenflächen umgeben. Von der Stadt Heringen in Hessen ist der Ort durch eine Hügelkette mit der höchsten Erhebung, dem Steinkopf (452 m), getrennt. Im Süden grenzt Vitzeroda an das Stadtgebiet von Vacha, im Südwesten an den Ortsteil Springen der Stadt Bad Salzungen. Über den Grusberg gelangt man in den südwestlichen Frauenseer Forst in Richtung Dorndorf.

## Geschichte

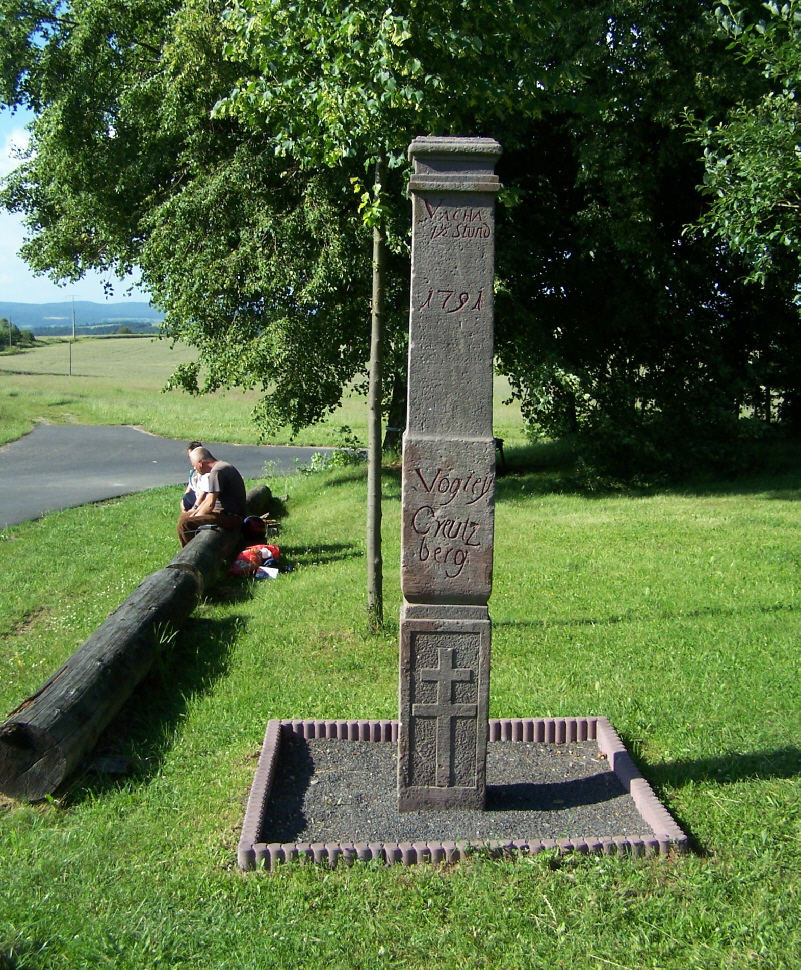
Am Vitzerodaer Kreuz

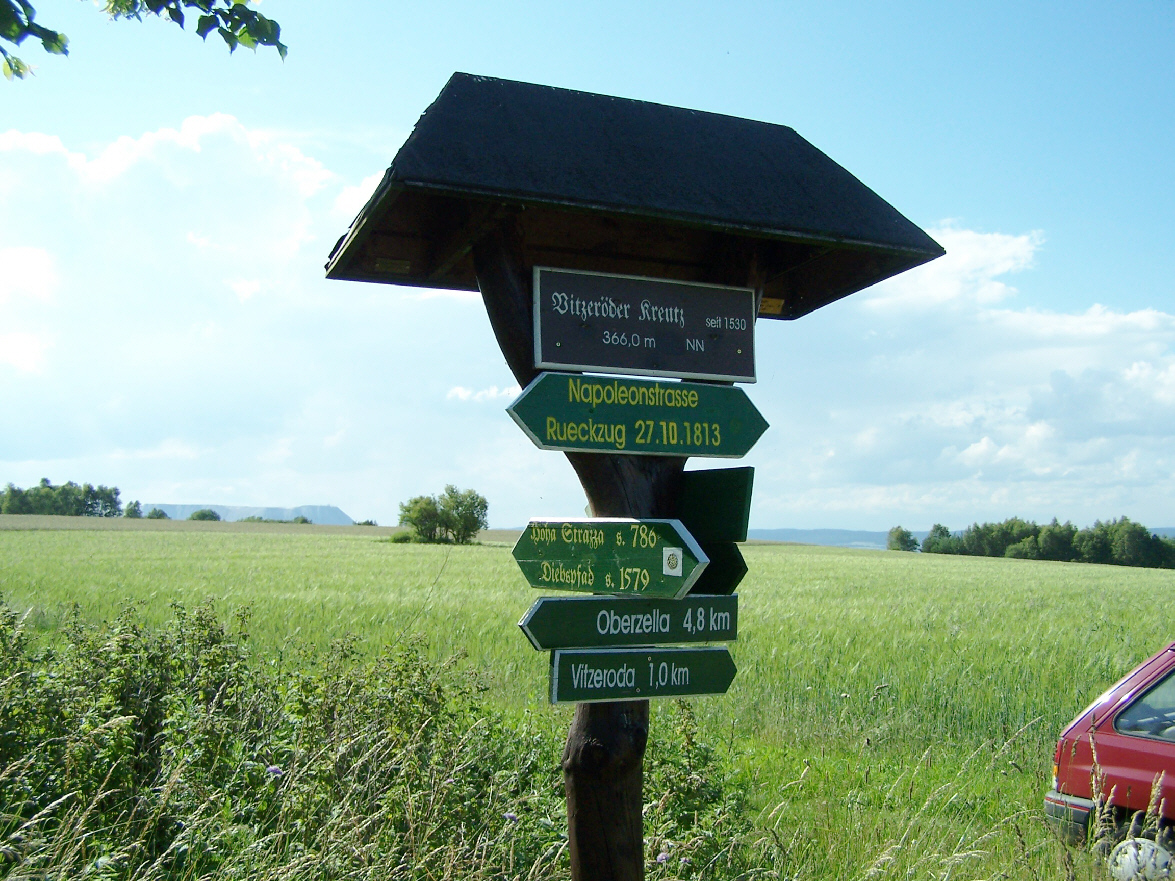
Wegweiser an der Napoleonstraße

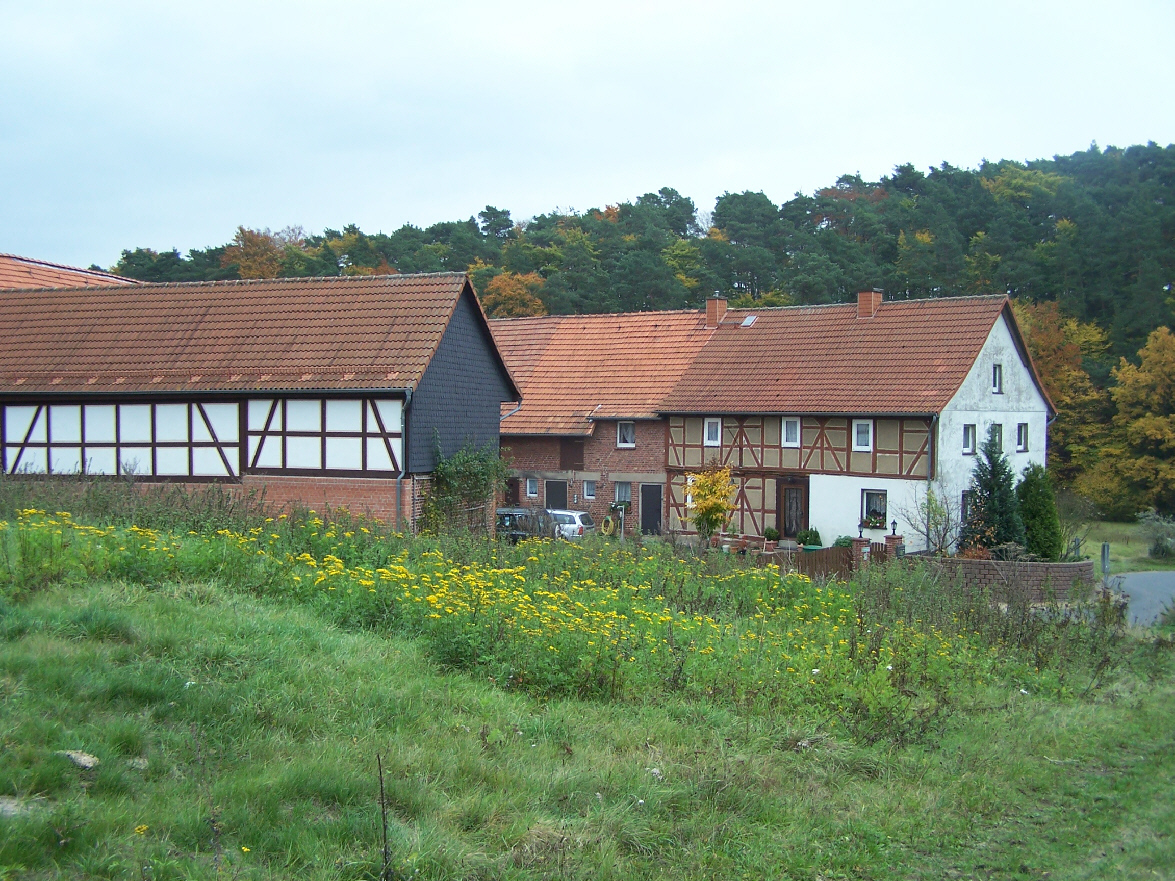
Eine erhaltene Hofanlage in Gasteroda

### Mittelalter und Frühe Neuzeit
Angeblich von einem Mann namens „Witzo“ gegründet, wurde Vitzeroda erstmals urkundlich in einer Verkaufsurkunde des Heinrichs von Frankenstein vom 28. April 1280 erwähnt.
Schon 1283 wird der Ort Vitzenrode als Teil einer Immobilienübertragung an das Kloster Kreuzberg (heute: Philippsthal) an der Werra verkauft.
Obwohl der Ort dicht an der Hohen Straße zwischen Vacha und Marksuhl liegt, finden sich erst ab dem 16. Jahrhundert gehäuft schriftliche Nachrichten.
1528 und 1530 werden Zeugen zur Waldnutzung im Vitzerodaer Revier gehört, das Gebiet des ehemaligen Klosters Frauensee, an das auch Vitzeroda einen grenzt, wurde säkularisiert.
1553 erlässt der hessische Landgraf Philipp den Großmütigen als neuer Besitzer die Dörfer und Einwohner seien zu mustern zugleich bestimmt er den Übertritt seiner neuen Untertanen zum protestantischen Glauben.  Vitzeroda, Abteroda und Gasteroda werden dem Gericht Heringen im Amt Friedewald zugeordnet. Die geistliche Betreuung Vitzerodas erfolgt von 1585 bis 1894 über die Pfarrei im sechs Kilometer entfernten Heringen.
Im 17. Jahrhundert kommt es häufig zu Grenzbegehungen in den Wäldern um Frauensee – wozu auch das Vitzeröder Holz gerechnet wird. Grund hierfür ist die allgemeine Holzknappheit in der Landgrafschaft Hessen-Kassel und daraus resultierende Übergriffe. Zur Grenzmarkierung wird auch das Vitzeröder Kreuz an einem wichtigen Zollabgabe- und Grenzpunkt der Abtei Hersfeld, Amt Friedewald aufgestellt.

### 19. Jahrhundert
1812 passieren Teile der Großen Armee mit Napoleon die Heerstraße über Vacha in Richtung Eisenach, den Abschnitt der Höhenstraße südlich von Berka/Werra bis vor Vacha nennt man seit dem 19. Jahrhundert Napoleonstraße.
Nach den Bestimmungen des Wiener Kongresses gelangen die Orte Vitzeroda, Abteroda und Gasteroda 1816 von dem Kurfürstentum Hessen-Kassel an das Großherzogtum Sachsen-Weimar-Eisenach.
Von C. Kronfeld wurden 1879 die ersten landeskundlichen und statistischen Angaben zum Ort publiziert: Vitzeroda ist ein Dorf mit 48 Wohnhäusern und 278 Einwohnern. Die Gesamtfläche des Dorfes beträgt 274,1403 ha, davon entfallen auf Hofstellen und Gärten 6,23 ha, Wiesen 24,13 ha, Ackerland 209,76 ha, kein gemeindeeigener Waldbestand, Teiche, Bäche und Flüsse 0,26 ha,
Wege, Triften und Obstgehölze 33,7398 ha. Der Viehbestand umfasst 6 Pferde, 156 Rinder, 197 Schafe, 53 Schweine, 17 Ziegen.
Obwohl nun staatsrechtlich eine thüringische Gemeinde, bestand noch fast 80 Jahre, bis April 1894, der paradoxe Zustand, dass die kirchliche und schulische Zuständigkeit für die Einwohner seitens der hessischen Parochie Heringen bestehen blieb. Auf vielfache Bitte seitens der Bevölkerung reagierte die Weimarer Regierung und unterzeichnete im Februar 1894 einen Staatsvertrag zum Übertritt der Gemeindekirchenmitglieder von Vitzeroda, Abteroda und Gasteroda zur Parochie Gospenroda. Um das fehlende Gotteshaus in Vitzeroda erbauen zu können, waren die Einnahmen aus dem Dorf zunächst zu gering. Erst der im Werratal Ende des 19. Jahrhunderts einsetzende Kalibergbau ermöglichte es, die benötigten Spendengelder für den Kirchenbau aufzubringen.

### 20. Jahrhundert
Am 29. Juni 1913 wurde in Vitzeroda die Dorfkirche geweiht, eines der letzten Dörfer im Landkreis Eisenach erhielt somit eine eigene Kirche. Die Opfer der beiden Weltkriege wurden auf einem Gedenkstein vor der Kirche aufgelistet.
Infolge der deutschen Teilung befand sich Vitzeroda im Grenzgebiet und wurde zum Sperrgebiet erklärt. Am Ortsrand wurde eine Kaserne der Grenztruppen aufgebaut, der Zugang in den Ort wurde überwacht. Die Kleinsiedlung Gasteroda, in unmittelbarer Grenznähe gelegen, wurde nach und nach verlassen, im Herbst 1989 war nur noch ein Gehöft bewohnt. Die Bevölkerung war seit Inbetriebnahme der Schachtanlagen im benachbarten Springen zum Großteil im Kali-Bergbau oder in der Land- und Forstwirtschaft beschäftigt. Wenige Jahre nach der politischen Wende 1989 wurde der Kalibergbau in Springen und Merkers eingestellt.
Am 1. Juli 1950 wurden die bis dahin eigenständigen Gemeinden Abteroda und Gasteroda eingegliedert.
Durch die Thüringer Verordnung vom 16. Februar 1994 erfolgte die Auflösung der Gemeinden Fernbreitenbach, Gospenroda, Herda, Horschlitt und Vitzeroda und ihre Eingliederung in die Stadt Berka/Werra mit Wirkung vom 18. März 1994.

### 21. Jahrhundert
Mit der Stadt Berka/Werra ging Vitzeroda zum 1. Januar 2019 in der Stadt Werra-Suhl-Tal auf.

## Sehenswürdigkeiten

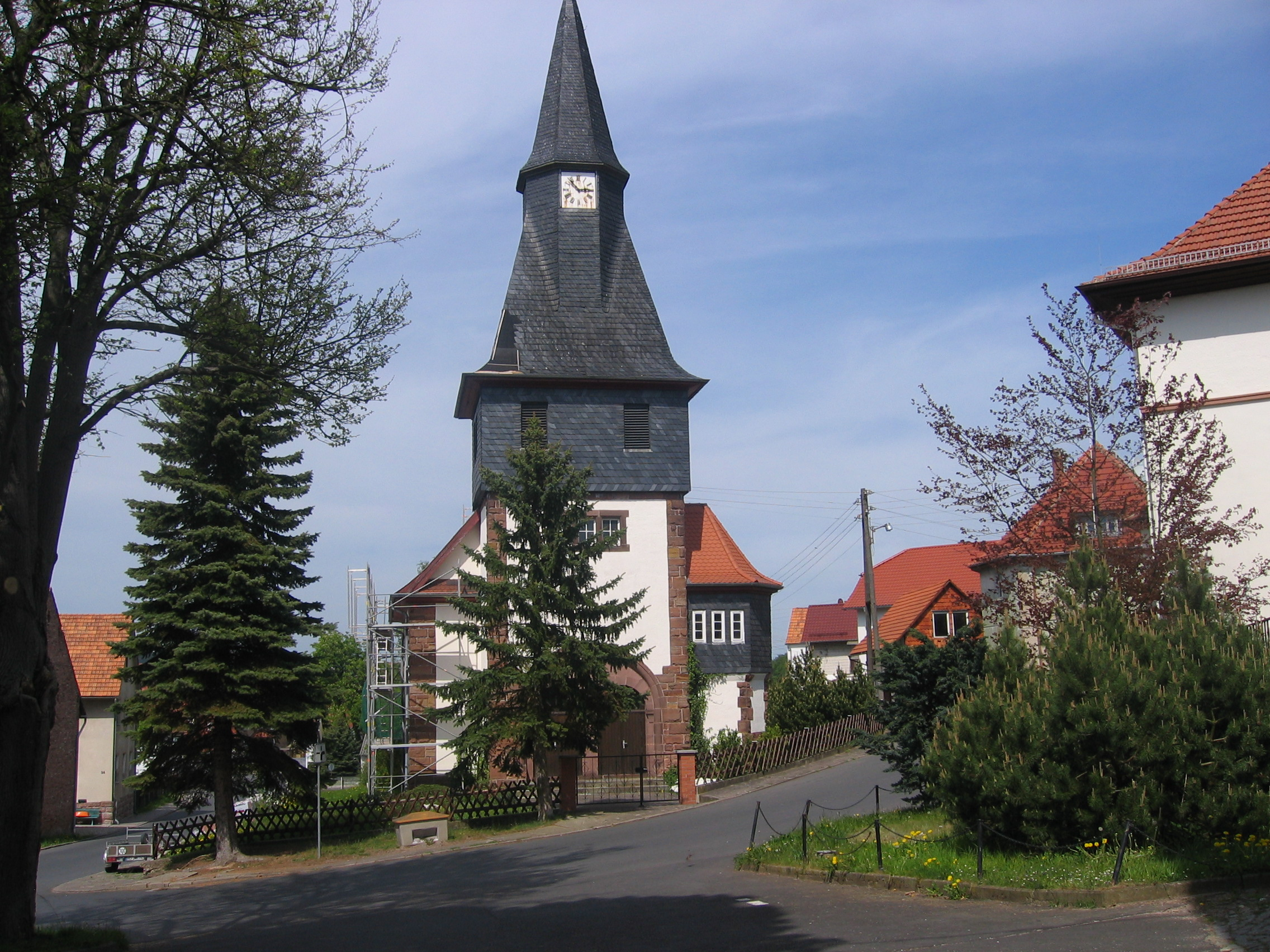
Kirche in Vitzeroda, Baujahr 1912

Die Vitzerodaer Kirche wurde 1912 im Jugendstil errichtet. Sie ist in ihrer Ausstattung original erhalten. Sehenswert sind die schönen Glasmalereien.
Seit dem Mittelalter markiert das Vitzerodaer Kreuz einen wichtigen Grenzpunkt der ehemaligen Reichsabtei Hersfeld  und Wegezollplatz an der Hohen Straße von Leipzig nach Frankfurt am Main. Am 27. Oktober 1813 kam auch Napoleon mit seinem Heer an diesem Platz vorbei, weswegen der Streckenabschnitt bis nach Berka/Werra  Napoleonstraße genannt wird.

## Im Ort geboren
- Rudolf Hotzel (1909–1981), Mitarbeiter im Reichssicherheitshauptamt und Führer eines Sonderkommandos der Einsatzgruppe B